# Lombard occidental
Le lombard occidental (aussi appelé milanais, insubrique, ou Cisabduano) est un dialecte de la langue lombarde contemporaine faisant partie du domaine des parlers gallo-italiques appartenant lui-même aux langues indo-européennes. Il se caractérise par un substrat celte et germain issu des lombards et des ostrogoths
Le lombard occidental ne doit pas être confondu avec la langue germanique des Lombards, peuple germanique ayant envahi l'Italie au VIe siècle à la suite des Ostrogoths originaires du sud de la Bavière des anciens champs Décumates.
Il est parlé par 1,9 million de personnes dans le monde, particulièrement en Italie du Nord, parlé à l'ouest de l'Adda dans la province italienne de Lombardie ainsi que dans certaines régions du Piémont dans sa partie orientale. Il comprend de nombreuses variantes locales, selon le linguiste italien Bernardino Biondelli (it), auteur d'un atlas linguistique de l'Europe,, qui les a classifiées à la fin du XIXe siècle.

## Les principales variantes dialectales du lombard occidental
- milanais
- Côme
- Tessinois
- Valtelin
- Lodi
- Verbanais

## L'écriture
L'écriture suit globalement celle de l'italien du Nord avec des variantes pour la forme la mieux documentée qu'est le milanais, mise au point par le poète italien de la fin du XIXe siècle Carlo Porta.

## Liste de nombres en lombard occidental
- 1 – vun
- 2 – duu
- 3 – trii
- 4 – quatter
- 5 – cinch
- 6 – ses
- 7 – sett
- 8 – vott
- 9 – noeuv
- 10 – des
- 11 – vundes
- 12 – dodes
- 13 – tredes
- 14 – quattordes
- 15 – quindes
- 16 – sedes
- 17 – dersett
- 18 – desdott
- 19 – desnoeuv
- 20 – vint
- 30 – trenta
- 40 – quaranta
- 50 – cinquanta
- 60 – sessanta
- 70 – settanta
- 80 – vottanta
- 90 – novanta
- 100 – cent
- 1 000 – mila
- un million – on milion
- un milliard – on miliard